# Charles Hamilton Smith
Charles Hamilton Smith KH (* 26. Dezember 1776 in Vrommen-hofen, Ostflandern, Österreichische Niederlande; † 21. September 1859 in Plymouth) war ein englischer Offizier, Zeichner und Naturforscher.

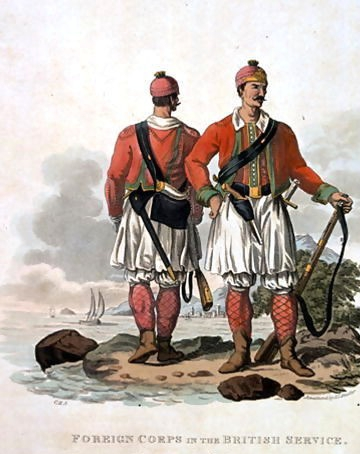
Illustration aus Costumes of the Army of the British Empire: Foreign Corps in the British Service, Privates of the Greek Light Infantry Regiment

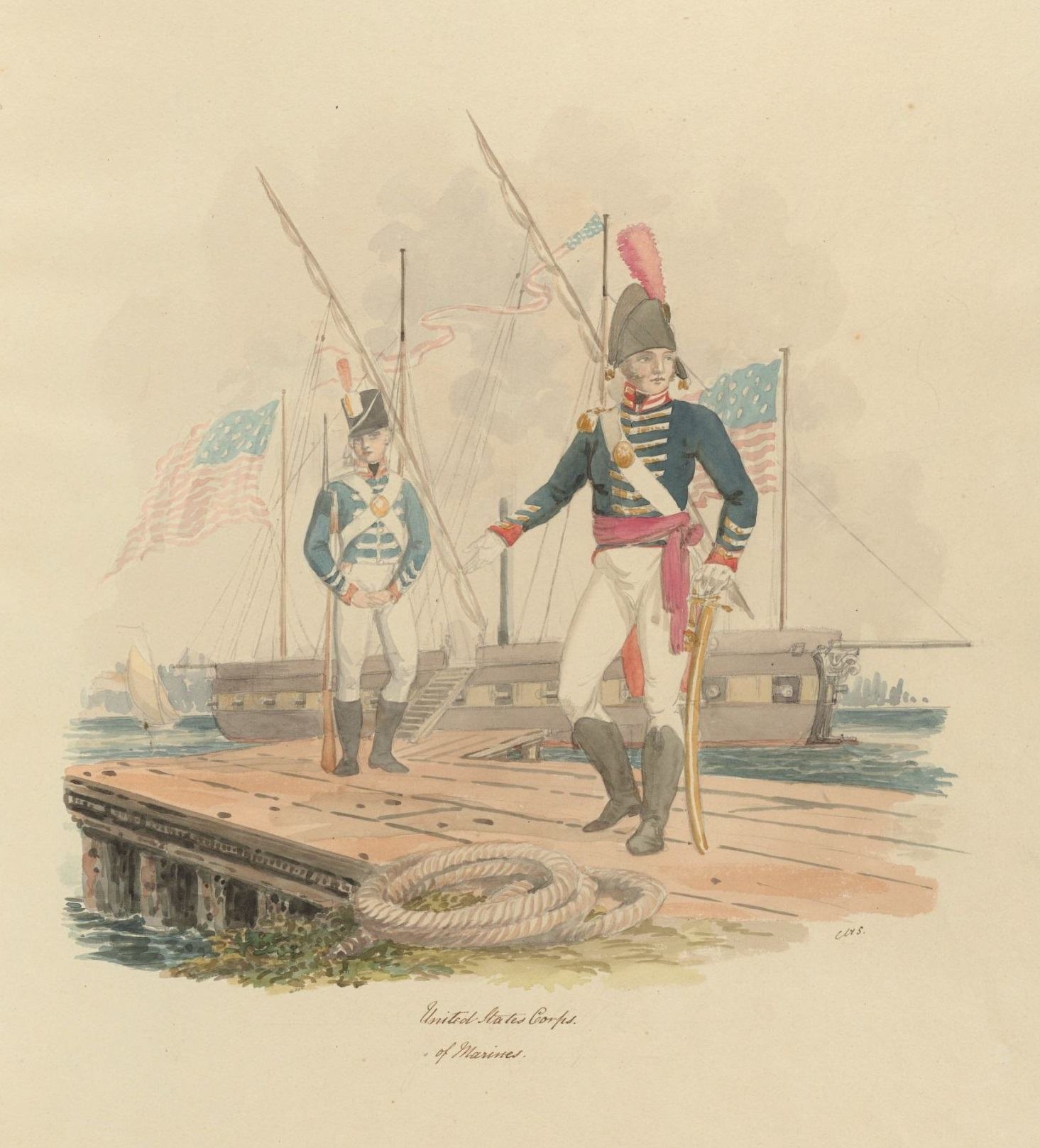
Originalzeichnung von Charles Hamilton Smith United States Corps of Marines

## Leben und Wirken
Er entstammte einer protestantischen flämischen Familie namens Smet. Als Junge wurde er in eine Schule in Richmond (Surrey) geschickt, kehrte jedoch bei Ausbruch der Revolution 1787 in seine Heimat zurück.
Seine militärische Laufbahn begann 1787, als er an der österreichischen Akademie für Artillerie und Ingenieure in Mechelen und Leuven studierte. Er trat der britischen Armee als Freiwilliger im 8. Leichten Dragonerregiment bei, wurde Cornet bei den Husaren und diente dann im 60. (Royal American) Regiment auf den westindischen Inseln, wo er 1797 bis 1807 als Ingenieur und Brigade Major auf Jamaika eingesetzt. Danach war er als Rekrutierungsoffizier in Coventry tätig. Ab 1809 nahm er an den napoleonischen Kriegen teil und diente in Belgien, Holland und Brabant, bevor er im Januar 1811 als Captain des 6. Infanterieregiments nach Coventry zurückkehrte. Erneut im Einsatz ging er in die Niederlande. 1816 unternahm er eine offizielle Mission nach Kanada und den Vereinigten Staaten. 1820 ging er mit halbem Sold in den Ruhestand und erhielt 1830 den Rang eines Lieutenant-colonel. 1834 wurde er Ritter des Royal Guelphic Order.
Eine seiner beachtenswerten Leistungen war ein Experiment zur Bestimmung der idealen Farbe für militärische Uniformen, das er im Jahr 1800 durchführte. Die zunehmende Treffgenauigkeit von Feuerwaffen, besonders von Gewehren, bedeutete einen taktischen Vorteil von Farbmustern, die ein weniger auffälliges Ziel darbieten würden. Durch das Untersuchen der Schussgenauigkeit auf graue, grüne und rote Ziele demonstrierte er wissenschaftlich die Vorteile von grauen (und zu einem geringeren Grad von grünen) Uniformen über die damaligen gewöhnlich roten und empfahl dieses Grau für die Schützen und die leichte Infanterie zu wählen. Die britische Armee ignorierte seinen Rat und machte einen grünen Farbton zur Uniformfarbe der leichten Infanterie.
Im Ruhestand ließ er sich mit seiner Frau Mary Anne, die er 1808 geheiratet hatte, in Plymouth nieder, nach dem Tod seiner Frau vor 1841 sorgte seine älteste Tochter für ihn.
Seit seiner Jugend war Smith ein emsiger Beobachter und Zeichner, der sich für zahlreiche Dinge, vor allem historische, naturhistorische und topographische Dinge. Schon früh beschäftigte er sich mit Uniform- und Kostümkunde. Sein Werk Costumes of the Army of the British Empire gibt genaue Darstellungen der zeitgenössischen britischen Uniformen. Auf dem Gebiet der Kostümkunde arbeitete er teilweise mit Samuel Rush Meyrick zusammen.
Sein Hauptinteresse galt jedoch der Naturkunde. Er war mit dem französischen Anatomen Georges Cuvier (1769–1832) befreundet und arbeitet an den vier Bänden zu den Säugetieren des Werkes General and Particular Descriptions of the Vertebrated Animals (1827) mit, das auf einer Übersetzung von Cuvier's Le règne animal basierte. Ferner verfasste er mehrere Bände der von William Jardine herausgegebenen Reihe The Naturalist's Library.
1824 wurde er zum Mitglied der Royal Society gewählt, 1826 zum Mitglied der Linnean Society of London.
Er brachte tausende von Büchern, Manuskripte, Skizzenbüchern und Zeichnungen zusammen, die nach seinem Tode verkauft wurden. Seine Sammlung von annähernd 15.000 Zeichnungen wurde 1860 bei Puttick & Simpson in London versteigert. Zwanzig Bände seiner Manuskripte, Briefe und sonstigen Papiere gelangten an die Plymouth Institution, wurden dort jedoch 1941 bei einem Bombenangriff zerstört.

## Veröffentlichungen (Auswahl)
Militaria
- History of the Seven Years' War in Germany by Generals Lloyd and Tempelhoff. With Observations, Maxims, &c., of General Jomini. Translated from the German and French. Band 1 [1809].
- Secret Strategical Instructions of Frederic the Second for his Inspectors General. Translated from the German. Coventry 1811.
- Sketch of the Science and Art of War. In: Aide Memoire to the Military Sciences. Second Edition. Band 1, London 1853, S. 1–30 (Digitalisat).

Kostümkunde
- Costumes of the Army of the British Empire, according to the last regulations 1812. Engraved by J. C. Stadler, published by Colnaghi and Co., London 1812–15.
  - Neudruck Wellington's army. The uniforms of the British soldier, 1812–1815. Plates by Charles Hamilton Smith. Text by Philip Haythornthwaite. Greenhill, London 2002, ISBN 1-85367-501-6.
- Selections of the Ancient Costume of Great Britain and Ireland, from the Seventh to the Sixteenth Century, out of the collection in the possession of the author. Printed for William Bulmer, Shakespeare Press, for Messrs. Colnaghi and Co., London 1814.
- mit Samuel Rush Meyrick: The Costume of the original inhabitants of the British Islands, from the earliest periods to the sixth century. Howlett & Brimmer, London 1815.
- mit Samul Rush Meyric: The Costume of the Original Inhabitants of The British Isles, from the Earliest Periods to the Sixteenth Century; to which is added, that of the Gothic Nations on the Western Coasts of the Baltic, the Ancestors of the Anglo-Saxons and Anglo-Danes. Printed by William Bulmer, Shakespeare Press, Published by R. Havell, London 1815.
  - Neudruck Ancient costumes of Great Britain and Ireland from the Druids to the Tudors. Arch Cape Press, New York 1989, ISBN 0-517-67882-9.

Naturkunde
- Animals of America allied to the Antelope. In: Transactions of the Linnean Society of London. Band 13, 1822, S. 28–40 (Digitalisat).
- The Class Mammalia, arranged by Baron Cuvier, with Specific Descriptions by Edward Griffith, Charles Hamilton Smith, and Edward Pidgeon. 4 Bände. London 1827 (Digitalisat).
- Model of a proposed Statistical Survey of Devon and Cornwall, arranged in Tables. 1840 (gedruckt in Report and Transactions. Devonshire Association for the Advancement of Science, Literature and Art 14, 1882, S. 105–116, Digitalisat).
- The Natural History of Dogs (= The Naturalist's Library Mammalia Band 9–10). 2 Bände, Edinburgh 1839–40.
- The Natural History of Horses (= The Naturalist's Library Mammalia Band 12). Edinburgh 1841.
- An Introduction to the Mammalia (= The Naturalist's Library Mammalia Band 13). Edinburgh 1842.
- On the Original Population of America. In: Edinburgh New Philosophical Journal. 38, 1844/45, S. 1–20.
- The Natural History of the Human Species. Edinburgh 1848.